# Мариани, Уго
Уго Мариани (исп. Hugo Mariani; 1 июня 1899, Мессина — 13 февраля 1966, Сан-Хосе) — костариканский дирижёр итальянского происхождения. Был гражданином Италии, Аргентины и США, c 1946 г. гражданин Коста-Рики.
В 1900 г. вместе с семьёй переехал в Буэнос-Айрес, где начал учиться игре на скрипке, в возрасте восьми лет впервые выступил с концертом. С тринадцатилетнего возраста продолжил образование в консерватории имени Ференца Листа в Монтевидео, играл в оркестрах Буэнос-Айреса и Монтевидео. Утверждается, что во время визита Камиля Сен-Санса в Уругвай в 1916 году Мариани исполнил для него Интродукцию и рондо каприччиозо.
В 1919 г. отправился в Нью-Йорк, где провёл следующие 20 лет жизни. Работал сперва как скрипач, а затем и как дирижёр в оркестре радиовещательной корпорации NBC, одновременно руководил собственным оркестром, исполнявшим аргентинские танго. В 1925—1928 гг. во главе этого оркестра, известного как Креольский оркестр Мариани (исп. Orquesta criolla de Mariani), записал 25 танго и несколько фокстротов. В 1930 г. аранжировал фортепианную джазовую пьесу Джеймса Джонсона «Йемикроу» (англ. Yamekraw, версия для фортепиано с оркестром Уильяма Гранта Стилла) для одноимённого короткометражного фильма Мюррея Рота и записал саундтрек к нему. В 1934 г. вместе со своим оркестром сопровождал радиоконцерты впервые посетившего США Карлоса Гарделя.
В 1940 г. по приглашению скрипача Альфредо Серрано отправился в Коста-Рику, чтобы организовать в её столице Сан-Хосе симфонический оркестр (в котором Серрано должен был занять пост концертмейстера). Благодаря активной поддержке первой леди Коста-Рики Ивонны Клайс Спулдерс (1906—1994), жены президента страны Рафаэля Анхеля Кальдерона Гуардии, этот проект удалось реализовать, и Национальный симфонический оркестр Коста-Рики был учреждён, а Мариани возглавил его до 1948 года. В 1948—1954 гг. работал в Мексике, а затем вновь возглавлял Национальный симфонический оркестр Коста-Рики в 1955—1965 гг. На рубеже 1965—1966 гг. выступил с серией прощальных концертов в Аргентине и Чили. Умер от рака желудка.